# Ettore Chimeri
Ettore Chimeri (n. 4 iunie 1921, Lodi, Lombardia, Regatul Italiei – d. 27 februarie 1960, La Habana, Cuba) a fost un pilot de Formula 1. De-a lungul carierei a luat startul în 1 cursă, niciuna din pole-position. Nu a câștigat nicio cursă și nu a terminat niciodată pe podium, acumulând 0 puncte în întreaga activitate ca pilot de Formula 1.